# رزی پرچ‌کن (فیلم)
رزی پرچ‌کن (انگلیسی: Rosie the Riveter) فیلمی در ژانر موزیکال است که در سال ۱۹۴۴ منتشر شد.